# 真壁氏幹
真壁 氏幹（まかべ うじもと、天文19年8月2日（1550年9月12日） - 元和8年3月7日（1622年4月17日））は、戦国時代から江戸時代にかけての武将。佐竹氏の家臣。常陸国真壁城主。本姓は平氏。官職は安芸守。真壁久幹の子。弟に義幹がいる。暗夜軒。

## 生涯
天文19年（1550年）、常陸国の国人領主・真壁久幹の子として誕生。
永禄年間に真壁氏当主となる。佐竹義重に早くから仕え、妹婿の梶原政景とともに対北条氏戦線の最前線に立つ。長さ2メートルもの木杖「樫木棒（『関八州古戦録』巻四に、筋金を鋲で打ち付けたもの＝金砕棒と記す）」を振り回して戦場を駆け抜け、その秀でた武勇から「鬼真壁」と渾名され、恐れられたという。佐竹氏の主要な合戦のほとんどに参加し、真壁・筑波両郡に4,500石を与えられた。
天正13年（1585年）と同16年（1588年）に江戸重通と大掾清幹の間で戦いが発生する（府中合戦）と、氏幹は縁戚である清幹の救援に駆けつけ、特に後者では佐竹義重父子が江戸重通に救援するために出陣すると氏幹は義重とも戦った。この戦いで氏幹は敗れたものの、この間にも佐竹義憲と秘かに連絡を取り合って和平の仲介にあたり、真壁氏の当主として佐竹氏に従いつつも、真壁氏の利害に関わる問題に対しては佐竹氏に対しても対峙を辞さない姿勢を見せている。
天正18年（1590年）の豊臣秀吉による小田原攻めには佐竹義宣に従って出陣して5月27日には秀吉にも拝謁している。その結果、真壁氏は完全に佐竹氏の家臣に組み込まれたものの、江戸氏や大掾氏、額田小野崎氏、南方三十三館（鹿島氏ら）のように佐竹氏に滅ぼされることは無かった。その後、文禄の役では義幹と共に佐竹軍の一員として朝鮮に渡っている。
嗣子がなかったため弟の義幹の子で甥の真壁房幹を養子に取り、慶長3年（1598年）に家督を譲った。また、関ヶ原の戦い後は佐竹氏の秋田移封には同行せず、常陸国に留まった。
元和8年（1622年）3月7日に死去。下館の常林寺に葬られる。

## 一字付与について
通説では、北条氏政の偏諱を得たとしている。当時、氏政が擁していた足利義氏の偏諱を得た可能性も指摘されている。

## 備考
- 塚原卜伝に剣術を学んだとされ、同門の斎藤伝鬼房と腕を競い合ったという。のちに霞流棒術を創始した。
- 『関八州古戦録』などでは道無[6]と呼ぶものもあるが、真壁家の系図によると氏幹の法名は翁山道永であり、道無は父・久幹の法名である（性山道無、軒号は闇礫軒）。[3]また、巻之第二において天文6年（1537年）に水谷全仲の策で結城氏方に通じる[7]など史実の氏幹が誕生する以前の活躍や、巻之第九において太田資正の子である梶原源太左衛門（政景）に娘を嫁がせている[8]ことなどを踏まえると、同作品において鬼真壁の異名や樫木棒の逸話などを持つ氏幹[9]と呼ばれる人物は、実際には久幹のことを指していると考えられる。
- 佐竹氏配下でありながら、常陸国の有力国衆として独自の行動を見せることもあり、前述の府中合戦で大掾清幹を助けて佐竹義重と戦ったのもその反映であると言える。また、織田信長が武田勝頼を滅ぼした直後には独自に信長に対して使者を送り、信長も家臣の原重正を通じて謝意を伝えている（『真壁文書』天正10年4月2日付原重正書状）他、沼尻の合戦において佐竹義重と北条氏政が和睦を結んだ直後に氏政が佐竹側の由良国繁・長尾顕長兄弟を攻撃したのは、義重の手抜きでいい加減な和睦を結んだからだと、義重を詰問する書状（『佐竹文書』天正12年（推定）南呂（8月）9日付真壁氏幹書状）を送っている[10]。